# Gaele Covelli
Gian Emanuele Covelli, detto Gaele (Crotone, 28 maggio 1872 – Firenze, 29 gennaio 1932), è stato un pittore italiano.

## Biografia

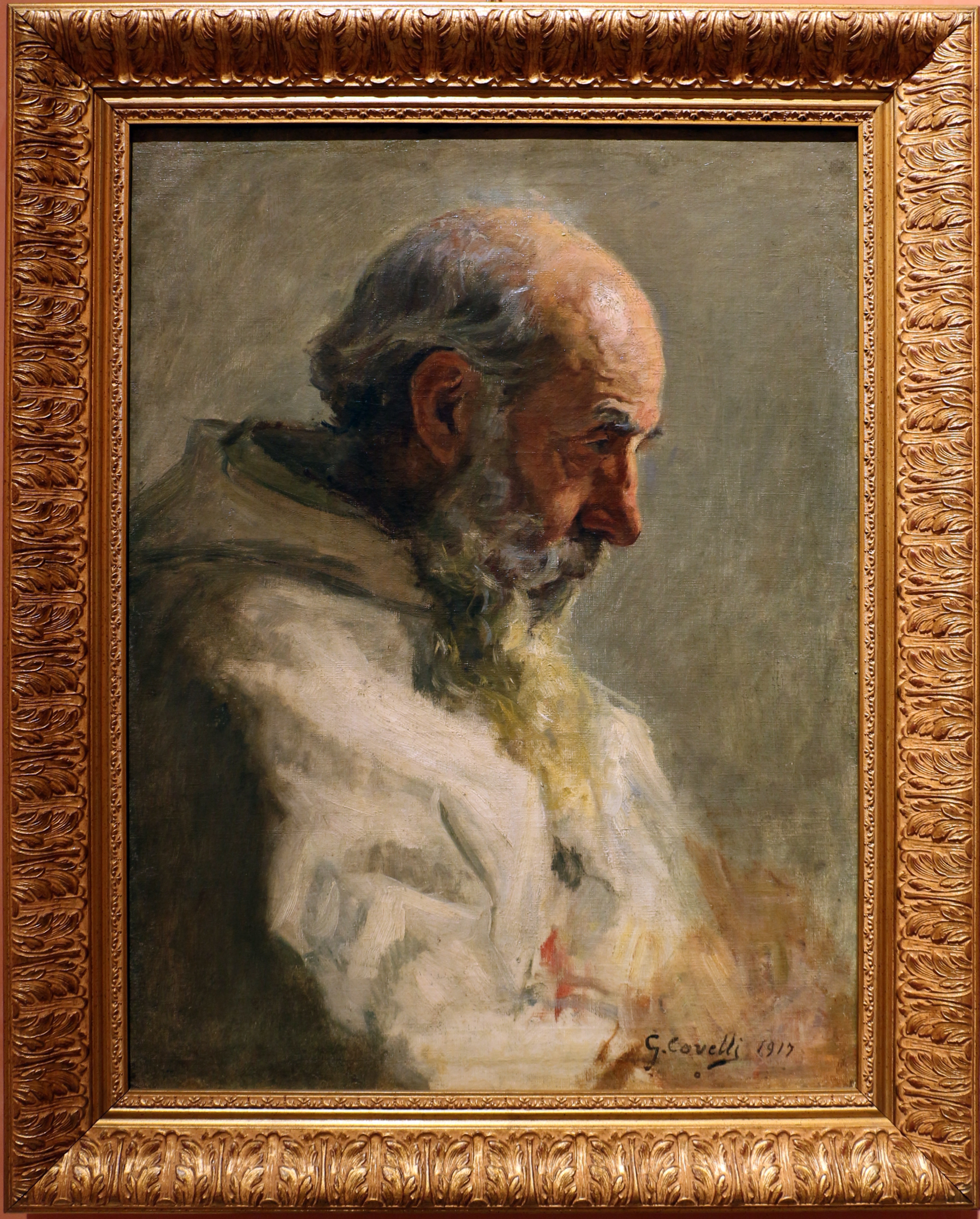
Ritratto di certosino, 1917, Pinacoteca civica di Reggio Calabria.

Figlio di Leonardo, un piccolo commerciante, e di Giuseppina De Filippis, nel 1886 si recò a Napoli per fare il cameriere nella trattoria di uno zio; due anni dopo, appena sedicenne, s'iscrisse all'Accademia di Belle Arti di Napoli, divenendo allievo di Stanislao Lista e, successivamente, di Domenico Morelli.
Nel 1896 esordì alla Promotrice napoletana "Santa Rosa" col dipinto Contadinella, riscuotendo notevole successo.
Nel 1897 si trasferì a Firenze, ove frequentò lo studio di Stefano Ussi e rimanendo à côté dei macchiaioli, fondendo così il Verismo napoletano e le tecniche della macchia. Strinse amicizia con Giovanni Fattori e si trovò a discutere di pittura al caffè Michelangiolo; conobbe anche Previati e Signorini, che volevano iniziarlo al Divisionismo, movimento al quale però egli rimase estraneo.
Nel 1898 espose La scuola di nudo e Patriota calabrese alla Promotrice Fiorentina (ove partecipò ancora nel 1902), dove riscontrò parecchi consensi per entrambe le opere esposte.
Nel 1899 vinse a Bologna il premio "Cincinnato Baruzzi" col bozzetto Idillio fugace (poi esposto nel 1900 all'Esposizione Internazionale d'arte di Parigi, e acquistato da un mecenate, il conte russo Zoubaloff), opera che cercò di superare il verismo morelliano per una pittura di fattura più libera, ispirata a una tematica sociale. La tela definitiva è nella Galleria d'Arte Moderna di Bologna.
Nel 1900 tornò a Crotone, dove ebbe varie committenze per l'esecuzione di ritratti.
Nel 1901 presentò all'Esposizione Internazionale di Venezia una tela, Ritratto di signorina inglese, poi esposta alla Biennale Calabrese d'Arte Moderna di Reggio Calabria nel 1922 (ora nella Galleria Nazionale d'Arte Moderna di Roma).
Nel 1902 fu nominato professore onorario all'Accademia di Belle Arti di Napoli e viaggiò ed espose spesso in Calabria, in particolare a Palazzo Giusti (Crotone) e al Circolo di Cultura di Catanzaro (1903).
Nel 1905 sposò la fiorentina Ida Tacchi, che posò molte volte per lui, e in particolare in due ritratti della quale, assieme ad altre opere, sono nelle sedi del municipio e del Museo Provinciale di Catanzaro.
Nel 1906 presentò l'opera Verso l'ignoto alla Mostra Nazionale di Milano; nello stesso anno dipinse Gioie materne, ora nel municipio di Crotone. Nel 1907 partecipò all'Esposizione degli Amatori e Cultori di Roma con la stessa opera, che venne acquistata da Achille Fazzari per la Ferdinandea, in Calabria.
Nel 1909 ebbe una medaglia d'oro alla 5ª edizione dell'Internazionale del Lavoro di Firenze; poi lavorò negli anni 1912 e 1915 a Londra, partecipando alla mostra della Royal Academy of Arts.
Tornato a Firenze, nel 1919 dipinse un'opera di grandi dimensioni e di ispirazione sociale, Fra le pazze di S. Salfi, acquistata dalla locale amministrazione provinciale. Partecipò poi a molte altre mostre, sia in Italia sia all'estero: Monaco, Torino, Roma, San Pietroburgo e Milano.
Nonostante la sua inesauribile vena artistica, Covelli trascurò parecchio la sua salute, già di per sé precaria; morì a causa di una polmonite il 22 gennaio 1932 nell'ospedale di Santa Maria Nuova di Firenze.
Fu sepolto nel cimitero di Trespiano, vicino a Firenze.